# Залан
Зала́н (бур. Залан — «прямой, -ая») — улус в Селенгинском районе Бурятии. Входит в сельское поселение «Ноехонское».

## География
Улус расположен на автодороге республиканского значения Стрелка — Подлопатки, в местности Ноехон, в 9 км к западу от центра сельского поселения, улуса Зурган-Дэбэ, и в 19 км к востоку от Усть-Чикойской паромной переправы, от которой километр с небольшим до Кяхтинского тракта (местность Стрелка). Через паромную переправу осуществляется связь всего междуречья Чикоя, Селенги и Хилка, известного как Ноехон.
Расстояние от Залана до районного центра — города Гусиноозёрска — 55 км.

## Население
| 2002 | 2010 |
| ---- | ---- |
| 91   | ↘74  |

## Инфраструктура
Дом культуры.